# Casa Blanca, Querétaro
Casa Blanca är en ort i Mexiko.   Den ligger i kommunen Querétaro och delstaten Querétaro Arteaga, i den centrala delen av landet, 200 km nordväst om huvudstaden Mexico City. Casa Blanca ligger 2 141 meter över havet och antalet invånare är 873.
Terrängen runt Casa Blanca är kuperad. Runt Casa Blanca är det tätbefolkat, med 947 invånare per kvadratkilometer. Närmaste större samhälle är Santa Rosa Jauregui, 6,0 km öster om Casa Blanca. Omgivningarna runt Casa Blanca är en mosaik av jordbruksmark och naturlig växtlighet.